# Vuelta a España 1942
La 4.ª edición de la Vuelta a España se disputó entre 30 de junio y el 19 de julio de 1942, con un recorrido de 3688 km dividido en 17 de etapas, tres de ellas dobles, con inicio y fin en Madrid. 
La organización de la carrera había sido restituido al diario Informaciones. Tomaron la salida 40 corredores, 31 de ellos españoles, logrando acabar la prueba tan sólo 18 ciclistas. A diferencia de la edición anterior, se pudieron inscribir equipos belgas, italianos y franceses. Pero la prueba se tuvo que aplazar una semana (del 23 de junio al 30) ya que en esa fecha tan solo se había presentado un ciclista extranjero, el italiano Pierre Brambilla. 
El vencedor, el español Julián Berrendero que logró su segunda Vuelta a España dominado la clasificación general de principio a fin, cubrió la prueba a una velocidad media de 27,505 km/h. Además, vistió el maillot de líder desde la primera a la última etapa (algo que no volvería a suceder hasta 1977 cuando Freddy Maertens repitió esta gesta). 
El líder de la clasificación general pasó a identificarse nuevamente por un maillot naranja sustituyendo al efímero maillot blanco que sólo se ha utilizado en la historia de la Vueltas en la edición anterior de 1941.
De las etapas disputadas, trece fueron ganadas por ciclistas españoles destacando en esta faceta Delio Rodríguez, séptimo en la general, al lograr 8 triunfos de etapa. Julián Berrendero se adjudicó también la clasificación de la montaña.

## Etapas
| Etapa              | Recorrido                        | Km       | Ganador de la etapa | Líder de la clasificación general |
| 1.ª                | Madrid-Albacete                  | 245      | Julián Berrendero   | Julián Berrendero                 |
| 2.ª                | Albacete-Murcia                  | 160      | Delio Rodríguez     | Julián Berrendero                 |
| 3.ª                | Murcia-Valencia                  | 248      | José Jabardo        | Julián Berrendero                 |
| 4.ª                | Valencia-Tarragona               | 278      | Delio Rodríguez     | Julián Berrendero                 |
| 5.ª                | Tarragona-Barcelona              | 120      | Delio Rodríguez     | Julián Berrendero                 |
| 6.ª                | Barcelona-Huesca                 | 279      | Delio Rodríguez     | Julián Berrendero                 |
| 7.ª                | Huesca-San Sebastián             | 305      | Delio Rodríguez     | Julián Berrendero                 |
| 8.ª                | San Sebastián-Bilbao             | 160      | René Vietto         | Julián Berrendero                 |
| 9.ª                | Bilbao-Castro Urdiales           | 53       | Delio Rodríguez     | Julián Berrendero                 |
| 10.ª               | Castro Urdiales-Santander        | 151      | Julián Berrendero   | Julián Berrendero                 |
| 11.ª               | Santander-Reinosa                | 120      | Pierre Brambilla    | Julián Berrendero                 |
| 12.ª               | Reinosa-Gijón                    | 199      | Delio Rodríguez     | Julián Berrendero                 |
| 13.ª               | Gijón-Oviedo                     | 75       | Louis Thiétard      | Julián Berrendero                 |
| 14.ª               | Oviedo-Luarca                    | 129      | Delio Rodríguez     | Julián Berrendero                 |
| 15.ª               | Luarca-La Coruña                 | 219      | Louis Thiétard      | Julián Berrendero                 |
| 16.ª (1.er sector) | La Coruña-Santiago de Compostela | 63 (CRE) | Antonio Sancho      | Julián Berrendero                 |
| 16.ª (2.º sector)  | Santiago de Compostela-Vigo      | 110      | René Vietto         | Julián Berrendero                 |
| 17.ª               | Vigo-Ponferrada                  | 270      | Joaquín Olmos       | Julián Berrendero                 |
| 18.ª               | Ponferrada-Salamanca             | 251      | Celestino Camilla   | Julián Berrendero                 |
| 19.ª               | Salamanca-Madrid                 | 248      | Celestino Camilla   | Julián Berrendero                 |

## Detalle etapa por etapa

### 1.ª etapaː 30 de junio:Madrid-Albacete– 245km
Resumen
Jornada inicial de la Vuelta tan ̟épica como accidentada. En la neutralización de la etapa, Delio Rodríguez tuvo una dura caída por las calles de Madrid, regadas para la ocasión. El gran ganador de la jornada fue Julián Berrendero que batió al esprint de su compañero de escapada Antonio Sancho y sacando una ventaja de más de 22 minutos al pelotón. Además dos de sus máximos rivales se retiraron esa misma tarde. Fermín Trueba rompió el cuadro de su bicicleta y el italiano Dante Gianello tuvo una aparatosa caída.
|   | Ciclista          | Equipo                 | Tiempo    |
| - | ----------------- | ---------------------- | --------- |
| 1 | Julián Berrendero | Deportivo de la Coruña | 8h 38'10" |
| 2 | Antonio Sancho    | CF Barcelona           | m.t.      |
| 3 | Georges Meunier   | Independiente          | a 5'25"   |

| Posición | Ciclista          | Equipo                 | Tiempo    |
| -------- | ----------------- | ---------------------- | --------- |
| 1.       | Julián Berrendero | Deportivo de la Coruña | 8h 38'10" |
| 2        | Antonio Sancho    | CF Barcelona           | m.t.      |
| 3        | Georges Meunier   | Independiente          | a 5'25"   |

### 2.ª etapaː 1 de julio:Albacete-Murcia– 160km
Resumen
Segunda etapa plaga de incidentes y de abandonos. Antonio Escuriet no tomó la salida para ver el nacimiento de su hijo y a él le siguieron Antonio Martín que topó con Vicente Carretero y se rompió la clavícula. Por lo demás, la jornada no tuvo mucha historia hasta la entrada en Murcia. En ese momento, Delio Rodríguez y el italiano Fermo Camellini mantuvieron una interesante lucha en el esprint en la que se impuso el gallego.
|   | Ciclista        | Equipo                 | Tiempo    |
| - | --------------- | ---------------------- | --------- |
| 1 | Delio Rodríguez | Deportivo de la Coruña | 5h 26'30" |
| 2 | Fermo Camellini | Independiente          | m.t.      |
| 3 | Georges Meunier | Independiente          | a 11"     |

| Posición | Ciclista          | Equipo                 | Tiempo     |
| -------- | ----------------- | ---------------------- | ---------- |
| 1.       | Julián Berrendero | Deportivo de la Coruña | 14h 04'51" |
| 2        | Antonio Sancho    | CF Barcelona           | m.t.       |
| 3        | Georges Meunier   | Independiente          | a 5'25"    |

### 3.ª etapaː 2 de julio:Murcia-Valencia– 248km
Resumen
Etapa donde la victoria de etapa se jugó entre cinco corredores (José Jabardo, Agustín Miró, Juan Gimeno, Vicente Miró y Antonio Destrieux), que se escaparon a la altura de Orihuela. El triunfo sería para Jabardo que se adelantaría a sus compañeros de fuga. El pelotón llegaría 17 minutos más tarde.
|   | Ciclista          | Equipo        | Tiempo    |
| - | ----------------- | ------------- | --------- |
| 1 | José Jabardo      | Independiente | 8h 32'41" |
| 2 | Juan Gimeno       | CF Barcelona  | m.t.      |
| 3 | Antonio Destrieux | CF Barcelona  | m.t.      |

| Posición | Ciclista          | Equipo                 | Tiempo     |
| -------- | ----------------- | ---------------------- | ---------- |
| 1.       | Julián Berrendero | Deportivo de la Coruña | 22h 54'58" |
| 2        | Antonio Sancho    | CF Barcelona           | m.t.       |
| 3        | Georges Meunier   | Independiente          | a 5'25"    |

### 4.ª etapaː 4 de julio:Valencia-Tarragona– 278km
Resumen
Etapa absolutamente intrascendente donde el pelotón corrió compacto y sin ningún hecho destacable. En el esprint, el más rápido fue una vez más Delio Rodríguez, que demostró ser el más rápido del pelotón de ese año. Abandonaron en esta etapa Bonifacio Arribas, que se fracturó la clavícula, y Martín Abadía, aquejado de forúnculos.
|   | Ciclista        | Equipo                 | Tiempo    |
| - | --------------- | ---------------------- | --------- |
| 1 | Delio Rodríguez | Deportivo de la Coruña | 9h 15'50" |
| 2 | Louis Thiétard  | Independiente          | m.t.      |
| 3 | Lucien Lauk     | Independiente          | m.t.      |

| Posición | Ciclista          | Equipo                 | Tiempo     |
| -------- | ----------------- | ---------------------- | ---------- |
| 1.       | Julián Berrendero | Deportivo de la Coruña | 32h 10'48" |
| 2        | Antonio Sancho    | CF Barcelona           | m.t.       |
| 3        | Georges Meunier   | Independiente          | a 5'25"    |

### 5.ª etapaː 5 de julio:Tarragona-Barcelona– 120km
Resumen
Nueva jornada monótona donde no hubo ni una solo intento de fuga. Esto fue debido a la apatía de los corredores por un lado y porque el equipo del CF Barcelona controló el pelotón para llegar a su ciudad con posibilidades de victoria. En todo caso, la victoria fue para el gallego Delio Rodríguez que demostró otra vez que era el mejor esprínter del pelotón.
|   | Ciclista        | Equipo                 | Tiempo    |
| - | --------------- | ---------------------- | --------- |
| 1 | Delio Rodríguez | Deportivo de la Coruña | 3h 07'50" |
| 2 | Joaquín Olmos   | CF Barcelona           | m.t.      |
| 3 | Louis Thiétard  | Independiente          | m.t.      |

| Posición | Ciclista          | Equipo                 | Tiempo     |
| -------- | ----------------- | ---------------------- | ---------- |
| 1.       | Julián Berrendero | Deportivo de la Coruña | 35h 18'38" |
| 2        | Antonio Sancho    | CF Barcelona           | m.t.       |
| 3        | Georges Meunier   | Independiente          | a 5'25"    |

### 6.ª etapaː 6 de julio:Barcelona-Huesca– 279km
Resumen
Sigue la lenta transición del pelotón por esta Vuelta a España. En esta etapa, se llega a una velocidad media de 26 kilómetros por hora. En este día, el tercer clasificado de la general Georges Meunier sufre una colitis que le impide seguir con naturalidad pero aun así, acaba la etapa. Nueva llegada al esprint y nueva victoria de Delio Rodríguez.
|   | Ciclista        | Equipo                 | Tiempo     |
| - | --------------- | ---------------------- | ---------- |
| 1 | Delio Rodríguez | Deportivo de la Coruña | 10h 15'50" |
| 2 | Joaquín Olmos   | CF Barcelona           | m.t.       |
| 3 | Lucien Lauk     | Independiente          | m.t.       |

| Posición | Ciclista          | Equipo                 | Tiempo     |
| -------- | ----------------- | ---------------------- | ---------- |
| 1.       | Julián Berrendero | Deportivo de la Coruña | 45h 34'28" |
| 2        | Antonio Sancho    | CF Barcelona           | m.t.       |
| 3        | Georges Meunier   | Independiente          | a 5'25"    |

### 7.ª etapaː 7 de julio:Huesca-San Sebastián– 305km
Resumen
La etapa más larga de esta edición de la Vuelta a España vuelve a tener el mismo guion de todas las anteriores jornadas. Lo más destacable fueron los abandonos y los problemas mecánicos de algunos de los ciclistas más importantes. El francés Georges Meunier finalmente abandonó, el cuarto clasificado Juan Gimeno rompió la cadena y Destrieux rompió la bicicleta y tuvo que caminar varios kilómetros en busca de una reparación. Por lo que hace a la victoria de etapa, nuevo triunfo para Delio Rodríguez.
|   | Ciclista        | Equipo                 | Tiempo     |
| - | --------------- | ---------------------- | ---------- |
| 1 | Delio Rodríguez | Deportivo de la Coruña | 11h 33'17" |
| 2 | Joaquín Olmos   | CF Barcelona           | m.t.       |
| 3 | Lucien Lauk     | Independiente          | m.t.       |

| Posición | Ciclista          | Equipo                 | Tiempo     |
| -------- | ----------------- | ---------------------- | ---------- |
| 1.       | Julián Berrendero | Deportivo de la Coruña | 57h 07'45" |
| 2        | Antonio Sancho    | CF Barcelona           | m.t.       |
| 3        | Vicente Miró      | Independiente          | a 5'25"    |

### 8.ª etapaː 9 de julio:San Sebastián-Bilbao– 160km
Resumen
Primera de las tres jornadas con dos sectores en esta edición de la Vuelta a España. En este primer sector, el ganador fue el francés René Vietto que se escapó junto a Miguel Monzón y que se aprovechó de un flecha mal señalada que despistó a sus perseguidores.
|   | Ciclista          | Equipo                 | Tiempo    |
| - | ----------------- | ---------------------- | --------- |
| 1 | René Vietto       | Independiente          | 5h 36'15" |
| 2 | Louis Thiétard    | Independiente          | a 3'25"   |
| 3 | Julián Berrendero | Deportivo de la Coruña | a 4'15"   |

| Posición | Ciclista          | Equipo                 | Tiempo     |
| -------- | ----------------- | ---------------------- | ---------- |
| 1.       | Julián Berrendero | Deportivo de la Coruña | 62h 46'25" |
| 2        | Antonio Sancho    | CF Barcelona           | m.t.       |
| 3        | Diego Cháfer      | CF Barcelona           | a 5'25"    |

### 9.ª etapaː 9 de julio:Bilbao-Castro Urdiales– 56km
Resumen
El segundo sector fue un breve recorrido entre Bilbao y Castro Urdiales. Fue una carrera nerviosa donde Isidro Bejerano inició los ataques en la subida de Las Muñequitas donde deja un reducido grupo de diez corredores. Un de los que sobrevive fue Delio Rodríguez que se volvió a imponer con facilidad al sprint. 
|   | Ciclista          | Equipo                 | Tiempo    |
| - | ----------------- | ---------------------- | --------- |
| 1 | Delio Rodríguez   | Deportivo de la Coruña | 2h 03'14" |
| 2 | Joaquín Olmos     | CF Barcelona           | m.t.      |
| 3 | Julián Berrendero | Deportivo de la Coruña | m.t.      |

| Posición | Ciclista          | Equipo                 | Tiempo     |
| -------- | ----------------- | ---------------------- | ---------- |
| 1.       | Julián Berrendero | Deportivo de la Coruña | 64h 49'39" |
| 2        | Antonio Sancho    | CF Barcelona           | m.t.       |
| 3        | Diego Cháfer      | CF Barcelona           | a 5'25"    |

### 10.ª etapaː 10 de julio:Castro Urdiales-Santander– 151km
Resumen
Julián Berrendero sentenció la clasificación general en esta etapa. El madrileño atacó al pie del puerto de Asón, al que solo le siguió el italiano Pierre Brambilla durante un rato. La distancia con respecto a sus rivales directos para la general fue creciendo tanto en el descenso del Asón como en los ocho kilómetros del ascenso a Alisas. Berrendero llegaría destacado a Santander después de 124 kilómetros de escapada en solitario. Antonio Sancho llegaría con 13 minutos de retraso respecto Berrendero. El madrileño también se pondría a encabezar la clasificación del Gran Premio de la montaña
|   | Ciclista          | Equipo                 | Tiempo    |
| - | ----------------- | ---------------------- | --------- |
| 1 | Julián Berrendero | Deportivo de la Coruña | 5h 56'10" |
| 2 | Pierre Brambilla  | Independiente          | a 58"     |
| 3 | Fermo Camellini   | Independiente          | a 1'01"   |

| Posición | Ciclista          | Equipo                 | Tiempo     |
| -------- | ----------------- | ---------------------- | ---------- |
| 1.       | Julián Berrendero | Deportivo de la Coruña | 70h 45'49" |
| 2        | Diego Cháfer      | CF Barcelona           | a 12'41"   |
| 3        | Antonio Sancho    | CF Barcelona           | a 13'20"   |

### 11.ª etapaː 11 de julio:Santander-Reinosa– 120km
Resumen
Brambilla se desquita de la intentona del día anterior y se adjudicaba la victoria de etapa del día anterior. El italiano junto a Bejarano dejaron atrás a Barrendero y compañía en el ascenso de El Escudo y después se impuso al español al sprint. El líder de la general, Berrendero, rompió el manillar y cedió poco menos de un minuto respecto a sus perseguidores.
|   | Ciclista         | Equipo                 | Tiempo    |
| - | ---------------- | ---------------------- | --------- |
| 1 | Pierre Brambilla | Independiente          | 5h 56'10" |
| 2 | Isidro Bejarano  | Independiente          | a 4"      |
| 3 | Delio Rodríguez  | Deportivo de la Coruña | a 1'13"   |

| Posición | Ciclista          | Equipo                 | Tiempo     |
| -------- | ----------------- | ---------------------- | ---------- |
| 1.       | Julián Berrendero | Deportivo de la Coruña | 75h 22'21" |
| 2        | Diego Cháfer      | CF Barcelona           | a 11'57"   |
| 3        | Antonio Sancho    | CF Barcelona           | a 12'36"   |

### 12.ª etapaː 12 de julio:Reinosa-Gijón– 199km
Resumen
Nueva jornada dominada por el tedio y la monotonía donde el pelotón llega con dos horas de retraso sobre el horario previsto. La etapa tan solo sirvió para dos cosasː para ver una nueva victoria al sprint a Delio Rodríguez y para que Berrendero se proclamara virtualmente campeón del Gran Premio de la montaña.
|   | Ciclista          | Equipo                 | Tiempo    |
| - | ----------------- | ---------------------- | --------- |
| 1 | Delio Rodríguez   | Deportivo de la Coruña | 8h 01'46" |
| 2 | Louis Thietard    | Independiente          | m.t.      |
| 3 | Celestino Camilla | Independiente          | m.t.      |

| Posición | Ciclista          | Equipo                 | Tiempo     |
| -------- | ----------------- | ---------------------- | ---------- |
| 1.       | Julián Berrendero | Deportivo de la Coruña | 83h 24'07" |
| 2        | Diego Cháfer      | CF Barcelona           | a 11'57"   |
| 3        | Antonio Sancho    | CF Barcelona           | a 12'36"   |

### 13.ª etapaː 14 de julio:Gijón-Oviedo– 75km
Resumen
El francés Louis Thietard se convierte en el protagonista del día al protagonizar una escapada en solitario. El galo protagoniza un duelo con el pelotón que en ningún caso le cede espacio. Al final, Thietard llega a meta con seis minutos y medio de ventaja sobre el gran grupo.
|   | Ciclista          | Equipo        | Tiempo    |
| - | ----------------- | ------------- | --------- |
| 1 | Louis Thietard    | Independiente | 2h 25'57" |
| 2 | Celestino Camilla | Independiente | a 6'33"   |
| 3 | Joaquín Olmos     | CF Barcelona  | m.t.      |

| Posición | Ciclista          | Equipo                 | Tiempo     |
| -------- | ----------------- | ---------------------- | ---------- |
| 1.       | Julián Berrendero | Deportivo de la Coruña | 86h 04'36" |
| 2        | Diego Cháfer      | CF Barcelona           | a 11'57"   |
| 3        | Antonio Sancho    | CF Barcelona           | a 12'36"   |

### 14.ª etapaː 14 de julio:Oviedo-Luarca– 129km
Resumen
Jornada sin trascendencia donde Delio Rodríguez gana al esprint. Es la octava victoria del gallego en esta Vuelta.  
|   | Ciclista          | Equipo                 | Tiempo    |
| - | ----------------- | ---------------------- | --------- |
| 1 | Delio Rodríguez   | Deportivo de la Coruña | 4h 32'10" |
| 2 | Louis Thietard    | Independiente          | m.t.      |
| 3 | Antonio Destrieux | CF Barcelona           | m.t.      |

| Posición | Ciclista          | Equipo                 | Tiempo     |
| -------- | ----------------- | ---------------------- | ---------- |
| 1.       | Julián Berrendero | Deportivo de la Coruña | 90h 28'46" |
| 2        | Diego Cháfer      | CF Barcelona           | a 11'57"   |
| 3        | Antonio Sancho    | CF Barcelona           | a 12'36"   |

### 15.ª etapaː 15 de julio:Luarca-La Coruña– 219km
Resumen
Nueva etapa anodina sin apenas ningún movimiento. Tan solo Camellini intentó alguna fuga en los últimos kilómetros, sin consecuencias. Al final, llegada al sprint donde por primera vez en esta edición, Delio Rodríguez perdió un alegada masiva a manos del francés Louis Thiétard. Un pinchazo en los kilómetros finales hacer perder a Berrendero unos cuantos segundos respecto a sus rivales en la clasificación general.
|   | Ciclista         | Equipo                  | Tiempo    |
| - | ---------------- | ----------------------- | --------- |
| 1 | Louis Thietard   | Independiente           | 8h 00'27" |
| 2 | Delio Rodríguez  | 'Deportivo de la Coruña | m.t.      |
| 3 | Pierre Brambilla | Independiente           | m.t.      |

| Posición | Ciclista          | Equipo                 | Tiempo     |
| -------- | ----------------- | ---------------------- | ---------- |
| 1.       | Julián Berrendero | Deportivo de la Coruña | 98h 30'10" |
| 2        | Diego Cháfer      | CF Barcelona           | a 11'00"   |
| 3        | Antonio Sancho    | CF Barcelona           | a 11'36"   |

### 16.ª etapa (1.ersector)ː 16 de julio:La Coruña-Santiago de Compostela(CRE)– 63km
Resumen
El 16 de julio se dividió la etapa en dos sectores. El primero fue una contrarreloj por equipos. El equipo de CF Barcelona fue muy superior al resto. Al final, los barcelonistas han aventajado al Deportivo de La Coruña (donde militaba el líder Berrendero) dos minutos y 20 segundos. En términos de clasificación, ha sido Antonio Sancho el que ha sido designado ganador de la etapa por haber pasado primero por la línea de meta.
|   | Ciclista       | Equipo       | Tiempo    |
| - | -------------- | ------------ | --------- |
| 1 | Antonio Sancho | CF Barcelona | 1h 47'04" |
| 2 | José Botanch   | CF Barcelona | m.t.      |
| 3 | Diego Chafer   | CF Barcelona | m.t.      |

| Posición | Ciclista          | Equipo                 | Tiempo      |
| -------- | ----------------- | ---------------------- | ----------- |
| 1.       | Julián Berrendero | Deportivo de la Coruña | 100h 19'44" |
| 2        | Diego Cháfer      | CF Barcelona           | a 8'38"     |
| 3        | Antonio Sancho    | CF Barcelona           | a 9'13"     |

### 16.ª etapa (2.º sector)ː 16 de julio:Santiago de Compostela-Vigo– 119km
Resumen
Después de la parada para comer, el grupo reinició el camino para dirigirse a Vigo y disputar una prueba en línea. En este sector, René Vietto y Juan Gimeno protagonizaron una escapada que culminó con éxito. En los últimos kilómetros, Vietto se le salió la cadena tres veces aunque pudo contactar con Gimeno. Por su parte, Gimeno rompió los frenos en un descenso a 20 kilómetros que le provocó un accidente. Aunque volvió a la carretera con heridas importantes, el español no pudo contactar con el francés que se impuso en solitario. Juan Gimeno ganó la etapa como media de los dos sectores. 
|   | Ciclista      | Equipo        | Tiempo    |
| - | ------------- | ------------- | --------- |
| 1 | René Vietto   | Independiente | 3h 58'01" |
| 2 | Juan Gimeno   | CF Barcelona  | a 35"     |
| 3 | Joaquín Olmos | CF Barcelona  | a 10'50"  |

| Posición | Ciclista          | Equipo                 | Tiempo      |
| -------- | ----------------- | ---------------------- | ----------- |
| 1.       | Julián Berrendero | Deportivo de la Coruña | 104h 28'27" |
| 2        | Diego Cháfer      | CF Barcelona           | a 8'38"     |
| 3        | Antonio Sancho    | CF Barcelona           | a 9'13"     |

### 17.ª etapaː 17 de julio:Vigo-Ponferrada– 270km
Resumen
Otra etapa anodina en el tránsito de la vuelta hacia su final en Madrid. Ningún intento de fuga en esta maratoniana etapa. Delio Rodríguez se fue adjudicando las diferentes primas por los esprints intermedios de la jornada pero en la llegada, el gallego fue adelantado por Joaquín Olmos, que se adjudica la primera de las cinco etapas que ganaría a lo largo de su vida en la Vuelta.
|   | Ciclista          | Equipo                 | Tiempo     |
| - | ----------------- | ---------------------- | ---------- |
| 1 | Joaquín Olmos     | CF Barcelona           | 11h 17'06" |
| 2 | Delio Rodríguez   | Deportivo de la Coruña | m.t.       |
| 3 | Celestino Camilla | Independiente          | m.t.       |

| Posición | Ciclista          | Equipo                 | Tiempo      |
| -------- | ----------------- | ---------------------- | ----------- |
| 1.       | Julián Berrendero | Deportivo de la Coruña | 115h 45'33" |
| 2        | Diego Cháfer      | CF Barcelona           | a 8'38"     |
| 3        | Antonio Sancho    | CF Barcelona           | a 9'13"     |

### 18.ª etapaː 18 de julio:Ponferrada-Salamanca– 251km
Resumen
Nuevo paseo del grupo sin ninguna trascendencia en la clasificación general. El pelotón permaneció unido hasta el punto que el líder, Berrendero, pinchó y se pudo reincorporar sin ser atacado. Al final, victoria para el italiano Celestino Camilla, que derramó del pelotón a la entrada de Salamanca. Camilla es el tercer ciclista de esta país que consigue un triunfo parcial en la Vuelta.
|   | Ciclista          | Equipo        | Tiempo    |
| - | ----------------- | ------------- | --------- |
| 1 | Celestino Camilla | Independiente | 9h 15'05" |
| 2 | Louis Thiétard    | Independiente | a 5"      |
| 3 | Joaquín Olmos     | CF Barcelona  | m.t.      |

| Posición | Ciclista          | Equipo                 | Tiempo      |
| -------- | ----------------- | ---------------------- | ----------- |
| 1.       | Julián Berrendero | Deportivo de la Coruña | 125h 00'53" |
| 2        | Diego Cháfer      | CF Barcelona           | a 8'38"     |
| 3        | Antonio Sancho    | CF Barcelona           | a 9'13"     |

### 19.ª etapaː 19 de julio:Salamanca-Madrid– 248km
Resumen
Etapa con la que finaliza esta edición de la Vuelta a España. El pelotón no tuvo grandes alteraciones hasta la llegada al Puerto de Navacerrada donde se quedaron solos el italiano Camilla, Diego Cháfer y el líder de la prueba, Berrendero. La Casa de Campo de Madrid fue el escenario final donde los ciclistas dieron tres vueltas y que sirvió para que se adjudicara la etapa Camilla y para que Berrendero disfrutara de su clasificación general.